# HD 139664
HD 139664，又名CD-4410310，SAO 226064、HR 5825，是一颗恒星，视星等为4.64，位于銀經331.96，銀緯8.44，其B1900.0坐标为赤經15h 34m 18.7s，赤緯-44° 8.44′ 48″。